# Vanīneh-ye Pā'īn
Vanīneh-ye Pā'īn (persiska: وَنينِۀ سُفلَى, وُنِينِۀ سُفلَى, وَنِنَهِ پائين, وُنِينِۀ پائين, ونینه پائین, Vanīneh-ye Soflá, Vanīneh-ye Pā’īn) är en ort i Iran.   Den ligger i provinsen Kurdistan, i den nordvästra delen av landet, 400 km väster om huvudstaden Teheran. Vanīneh-ye Pā'īn ligger 1 566 meter över havet och antalet invånare är 176.
Terrängen runt Vanīneh-ye Pā'īn är kuperad åt nordost, men åt sydväst är den bergig. Vanīneh-ye Pā'īn ligger nere i en dal. Runt Vanīneh-ye Pā'īn är det ganska tätbefolkat, med 60 invånare per kvadratkilometer. Närmaste större samhälle är Sarvābād, 19,6 km söder om Vanīneh-ye Pā'īn. Trakten runt Vanīneh-ye Pā'īn består i huvudsak av gräsmarker.